# Hipermercados Géant
Géant es una cadena de hipermercados uruguayos, perteneciente al Grupo Éxito. Posee dos sucursales, ubicadas en Ciudad de la Costa (Canelones, bajo la razón social Odaler S.A y en Montevideo (Departamento de Montevideo) en el Nuevocentro Shopping bajo la razón social Ameluz S.A

## Historia
El primer hipermercado Géant abrió sus puertas en septiembre de 1999 dentro del Centro Comercial del Parque Roosvelt, en la ciudad de la Costa. El centro comercial contó con un área de 24.000 m² techados, dividiéndose en 8.000 m² para la galería comercial y un área de 16.000 m² para el hipermercado.
La llegada del hipermercado Geant a Uruguay fue motivo de la asociación entre el grupo francés Casino con Supermercados Disco.
En 2013 con la construcción e inauguración del Shopping Nuevocentro se inauguró una segunda sucursal Géant en el país, ahora en Montevideo.
El 24 de septiembre de 2024, la cadena de supermercados uruguaya Géant hace público en sus redes sociales el cambio de marca, dejando de lado el antiguo logo perteneciente a la cadena de supermercados francesa Géant Casino, cuyo cambio de imagen se relaciona con el cambio de accionistas producido en los recientes años.

## Accionistas
Grupo Casino era el principal accionista del Hipermercado Géant, este grupo fue fundado en 1989, y es una de las marcas francesas líderes en distribución masiva con más de 10.000 tiendas alrededor del mundo.
En 1997 este grupo se asocia con Supermercados Disco del Uruguay, formando así el Grupo Disco Casino, cada una de las partes con un 50% de participación. El grupo opera un total de 52 tiendas al 2012, con una facturación de 453 millones de euros.
En 2011, el grupo colombiano Éxito compró al grupo Casino la empresa Spice Investment, dueña del 62,5% de las acciones de Disco/Géant.